# Lilla Hultagölen
Lilla Hultagölen är en sjö i Emmaboda kommun i Småland och ingår i Hagbyåns huvudavrinningsområde.